# Arne Nielsen
Arne Nielsen (ur. 1 października 1895 w Aarhus, zm. 20 czerwca 1942 w Kopenhadze) – duński strzelec, olimpijczyk. Syn Andersa Petera Nielsena.
Wziął udział w Letnich Igrzyskach Olimpijskich 1924. Wystąpił w karabinie małokalibrowym leżąc z 50 m, w którym zajął 12. miejsce.

## Wyniki

### Igrzyska olimpijskie
| Igrzyska   | Konkurencja                       | Wynik    | Miejsce | Źródło |
| ---------- | --------------------------------- | -------- | ------- | ------ |
| Paryż 1924 | Karabin małokalibrowy leżąc, 50 m | 389 pkt. | 12      | [ 1 ]  |